# نفرین میبل
نفرین میبل (انگلیسی: Wished on Mabel) یک فیلم صامت کمدی به کارگردانی جرج نیکولز و مک سنت است که در سال ۱۹۱۴ منتشر شد.

## بازیگران
- میبل نورماند
- راسکو آرباکل
- آلیس دونپورت
- جو بوردو
- ادگار کندی
- گلن کاوندر
- تد ادواردز
- بیلی گیلبرت